# Basílica de la Incoronata Madre del Buen Consejo
La Basílica de la Incoronata Madre del Buon Consiglio y Regina della Cattolica Chiesa es una de las basílicas de Nápoles. Se encuentra en la zona de Capodimonte y fue construida siguiendo el modelo de la Basílica de San Pedro de Roma, tanto por fuera (incluida la cúpula) como por dentro, hasta el punto de que también se la conoce como "El pequeño San Pedro".
En la plaza de la basílica se encuentra la entrada monumental a las catacumbas de San Gennaro, representada por un gran busto del santo de más de 4 metros de altura y un peso de quince quintales; La obra, la más grande de su tipo en la ciudad, fue creada por Lello Esposito. Junto al busto, a la derecha, la fuente de la Duquesa, llamada así porque fue encargada por la duquesa Elena de Aosta.

## Historia

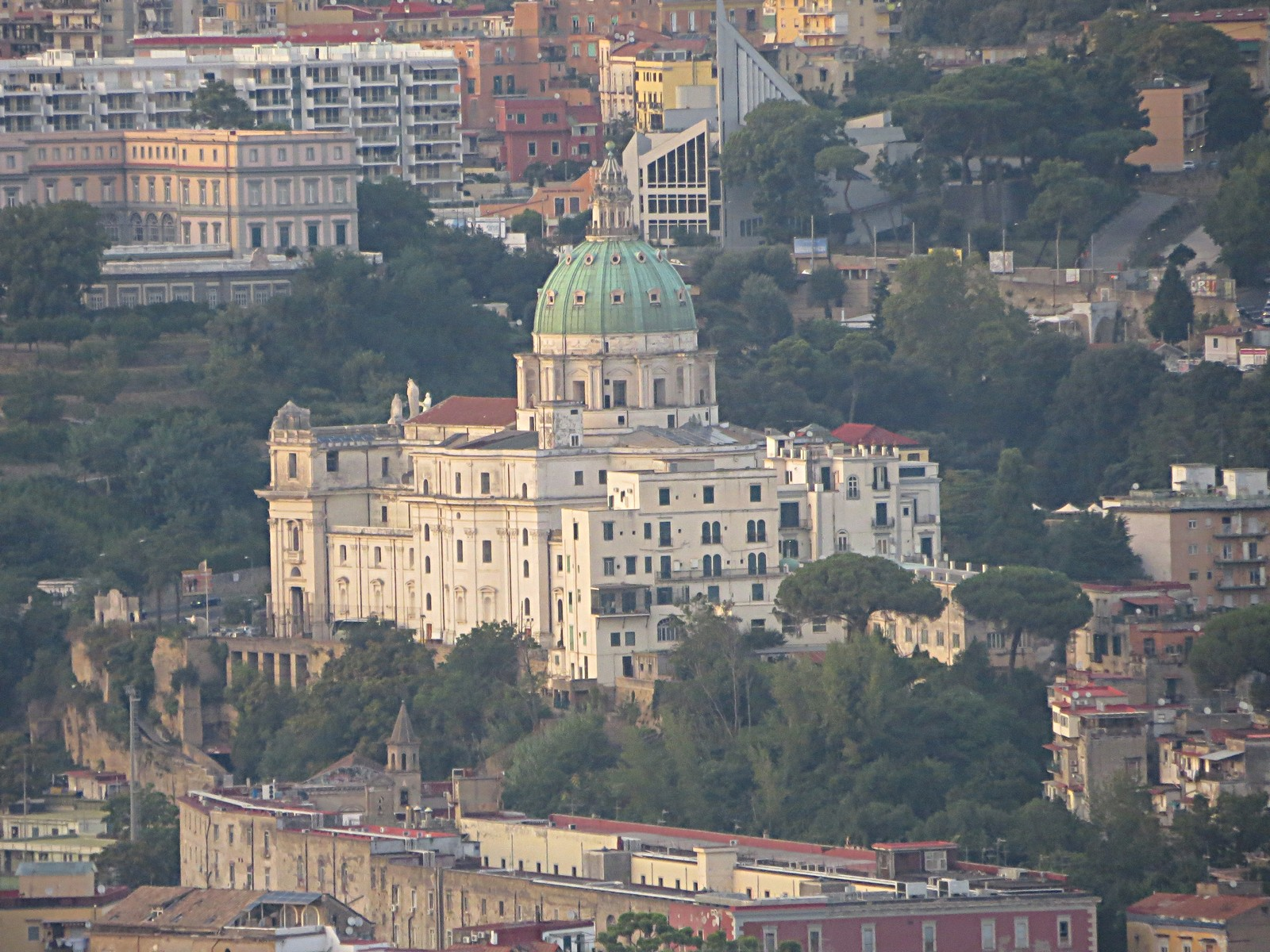
La basílica vista desde Largo San Martino

La iglesia fue fuertemente deseada por Maria di Gesù Landi.
Nacida en Nápoles el 21 de enero de 1861, demostró ya desde niña fervientes vocaciones espirituales. Destacó por su gran devoción a la Madre del Buen Consejo de la que, en 1884, hizo pintar un cuadro, encargándolo al pintor Spanò. Fue muy querida por el pueblo napolitano tras dos milagros:
- según la leyenda, en 1884 mostró al pueblo la imagen de la Madre del Buen Consejo y la epidemia de cólera que azotaba Nápoles en ese período cesó inmediatamente;
- en 1906, tras una erupción del Vesubio, la ciudad quedó bajo un espeso manto de ceniza y numerosos tejados y áticos se derrumbaron; en consecuencia María expuso el cuadro fuera del balcón de la casa y un rayo de sol lo iluminó. Unos días más tarde cesó la erupción y las cenizas comenzaron a desvanecerse sobre Nápoles.

Posteriormente obtuvo el reconocimiento del culto, la adición del título de Reina de la Iglesia Católica (este último sugerido a la Madre Landi por la Virgen María en 1910 durante sus contemplaciones), así como la coronación de la pintura, concedida en 1912 por el Papa Pío. Mientras tanto, se sucedieron numerosas peregrinaciones a la imagen y pronto se construyó este templo, construido exactamente donde la Virgen había pedido: sobre la mole tobácea en la que siglos atrás habían sido excavadas las catacumbas de San Gennaro.
La construcción de la basílica, diseñada por el arquitecto Vincenzo Veccia, duró cuarenta años, desde el 6 de enero de 1920, cuando se colocó la primera piedra, hasta el 26 de abril de 1960, día de la solemne consagración, celebrada por el cardenal Alfonso Castaldo . Sin embargo, la basílica había sido accesible al culto durante varios años antes de su consagración.
Maria di Gesù Landi falleció el 26 de marzo de 193, pero su muerte no provocó la interrupción de las obras, que de hecho continuaron. El 12 de junio de 1938 la efigie de la Madre del Buen Consejo fue introducida en la basílica aún en construcción.
En enero de 1980 el Papa Juan Pablo II la elevó a la dignidad de basílica menor.Cuenta la cultura popular que durante el terremoto de 1980 el busto de mármol que representaba a la Virgen colocado en lo alto de la fachada se soltó, cayendo sobre sus pies y sin sufrir daño alguno. En realidad la estatua de figura completa estaba dividida en dos partes y la parte superior, el busto, cayó del frontón de la iglesia a las escaleras sin herir a los transeúntes y a su vez se rompió en dos partes, el torso (con el Niño en brazo) y cabeza. Una losa de piedra colocada a la entrada de la basílica conmemora el acontecimiento y los acontecimientos posteriores:

Conmocionado por la violencia del terremoto que sacudió Nápoles a las 19.25 horas del domingo 23 de noviembre de 1980, el busto de mármol se desprendió del bloque inferior de la estatua que representaba a la Virgen con el niño y cayó desde lo alto de la fachada, rompiéndose en el acceso. escalera al templo; fue cuidadosamente restaurada, la sagrada imagen fue colocada aquí el 26 de abril de 1981 y permaneció allí como objeto de continuo testimonio de amor y piedad mariana hasta el 4 de junio de 1983, cuando se consolidaron las estructuras de la fachada; ha sido restaurada a su alto lugar, una protectora vigilante en el umbral de la ciudad

## Descripción

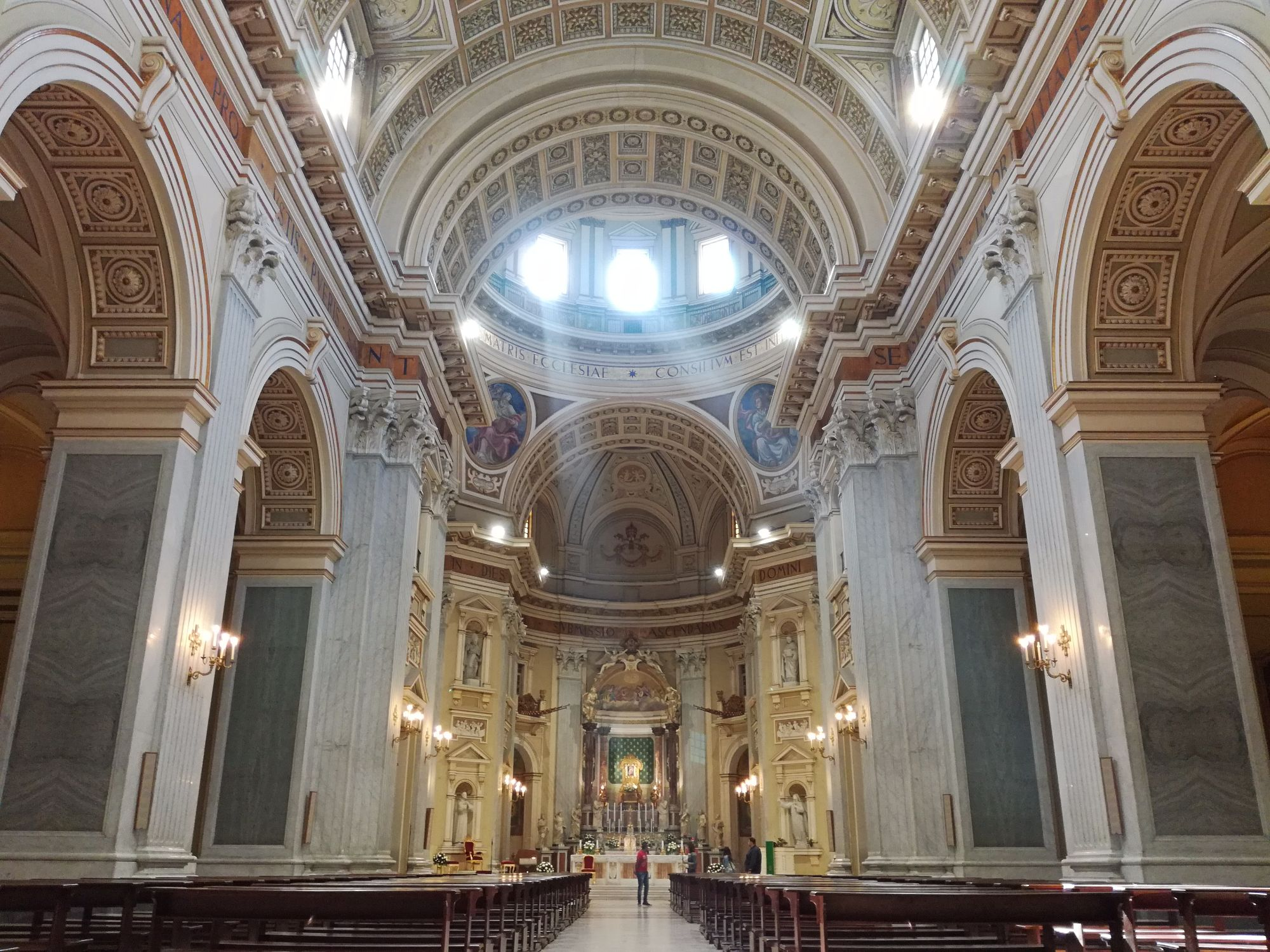
nave central

El templo albergó temporalmente pinturas de otras iglesias de la ciudad después del terremoto de Irpinia de 1980. También cuenta con obras de iglesias que fueron demolidas o inseguras en el pasado. El ejemplo más claro lo dan las ocho estatuas que representan a los Apóstoles colocadas en el altar mayor del siglo XVIII, seis de las cuales son obra de Miguel Ángel Naccherino, mientras que las dos restantes son obras de Pietro Bernini y Francesco Cassano. Todos proceden de la derribada iglesia de San Giovanni dei Fiorentini en el barrio de Carità. En la contrafachada está 'Coronación de la Virgen' de Giovanni Battista Beinaschi, procedente de la iglesia de Santa Maria delle Grazie en Caponapoli, en el centro, a la izquierda la Natividad de Giovanni Balducci, a la derecha la Deposición de Marco Pino. En las capillas y naves laterales son visibles pinturas importantes como Sant'Antonio de Carlo Sellitto, procedente de la demolida iglesia de San Nicola alla Dogana, Santa María Magdalena de la escuela de Andrea Vaccaro, 'Éxtasis de San Nicola' de Giuseppe Simonelli, procedente de la iglesia de San Nicola dei Caserti, una Virgen rodeada de apóstoles de Fabrizio Santafede, una Trinidad con los santos Chiara, Rosa da Viterbo y la Arcángel Miguel de Nicola Maria Rossi, Muerte de San José de Francesco Solimena. Muchos elementos arquitectónicos como altares y frontales también proceden de otras iglesias.

Algunas capillas albergan las tumbas de las princesas de la Casa de Saboya y de las duquesas de Aosta Elena y Anna de Orleans (en la capilla de la Piedad, consagrada en 1951 en presencia de la duquesa Anna), de los cardenales Alessio Ascalesi, Corrado Ursi y Michele Giordano y de María de Jesús Landi.
Durante la construcción de la iglesia también se utilizaron algunas columnas de mármol procedentes del derribo del pórtico de la antigua Estación Central.

### Órganos de tubos
En la basílica se encuentra el órgano de tubos Tamburini opus 499, construido en 1964.
El instrumento, de transmisión eléctrica, cuenta con tres teclados de 61 notas cada uno y una pedalera cóncava-radial de 32. El material sonoro se sitúa íntegramente en la girola entre el ábside y el crucero izquierdo, a excepción del registro de trompeta horizontal de 8 ', que en cambio se sitúa en el ábside, a ambos lados del altar.
En la iglesia también se encuentra un órgano positivo barroco construido en 1769 por Domenico Antonio Rossi. El instrumento tiene transmisión mecánica y posee un teclado único de 45 (C 1 - C5) notas con altura de primera octava, sin pedalera.